# Kaspar i Nudådalen (datorspel)
Kaspar i Nudådalen är ett svenskt datorspel från 2001 som bygger på julkalendern i SVT med samma namn. Spelet utvecklades av Upside Studios och utgavs av Young Genius, Vision Park och Pan Vision.

## Upplägg
Kaspar i Nudådalen är ett äventyrs-/pusselspel med 24 minispel som låses upp med en kod som avslöjades i TV efter dagens avsnitt av julkalendern.

## Rollista
- Per Oscarsson – morfar / hjälpröst
- William Rudenmalm – Kaspar
- Alice McLain – Lisa
- Johan Ulveson – Atom-Ragnar
- Leif Hedberg – Åhman / prästen
- Kristina Kamnert – Isabell
- Nina Waldeborn – Karin / fru Grudd
- Magnus Olsson – Greger[8]

## Mottagande
Göteborgs-Postens recensent Karin Torgny gav spelet 4 av 5 i betyg och beskrev det som konventionellt äventyrsspel med snygg grafik och bra variation. Catharina Grufman på Falu Kuriren beskrev spelet som med bra kvalité och snygg grafik. TT Spektras recensent gav spelet 3 av 5 i betyg och beskrev minispelen som enkla men fängslande.